# リヒャルト・シャラート
リヒャルト・シャラート（Richard Schallert、1964年4月21日 - ）はオーストリア、フォアアールベルク州ブラント出身の元スキージャンプ選手。同指導者。

## プロフィール
リヒャルトは4男3女7人兄弟の3番目として育った。弟のゲルハルト・シャラートも元スキージャンプ選手である。
1982-1983シーズンのスキージャンプ週間総合で6位、1983年スキーフライング世界選手権で5位入賞するなど好成績を残し自己最高位のスキージャンプ・ワールドカップ総合12位となった。
1984年ノルディックスキー世界選手権では団体戦4位、1985年ノルディックスキー世界選手権では70m級29位、1987年ノルディックスキー世界選手権では90m級37位、団体戦でエルンスト・フェットーリ、フランツ・ノイラントナー、アンドレアス・フェルダーとともに銅メダルを獲得した。
現役引退後1989年からオーストリアナショナルB、Cチームのコーチを務め、2006年から2009年まではチェコナショナルチーム監督を務めた。2009年の夏からドイツナショナルCチームコーチに就いている。
2019年5月より土屋ホームスキー部に招聘されコーチに就任した。